# ولادیمیر واسیوتین

ولادیمیر واسیوتین (انگلیسی: Vladimir Vladimirovich Vasyutinروسی: Влaдимиp Bлaдимиpoвич Васютин؛ زاده ۸ مارس ۱۹۵۲ - درگذشته ۱۹ جولای ۲۰۰۲) فضانورد اهل اتحاد شوروی بود که در خارکوف زاده شد و به دلیل سرطان در مسکو درگذشت.

## فعالیت های فضانوردی
| شماره | نام مأموریت | ماهیت فضانورد | نقش عملیاتی |
| ۱     | سایوز تی۱۴  | فضانورد اصلی  | فرمانده     |
| ۲     | سایوز تی۷   | فضانورد ذخیره | فرمانده     |
| ۳     | سایوز تی۱۰  | فضانورد ذخیره | فرمانده     |
| ۴     | سایوز تی۱۲  | فضانورد ذخیره | فرمانده     |